# San Francisco de Bellocq
San Francisco de Bellocq es una localidad argentina del partido de Tres Arroyos, en el sur de la provincia de Buenos Aires.

## Ubicación
San Francisco de Bellocq es un pueblo rural ubicado próximo al cruce de las rutas RP 72 y RP 73, esta última que vincula a la ciudad de Tres Arroyos, distante 48 km y el balneario Claromecó, a 23 km de San Francisco.
El pueblo posee una escuela primaria, una escuela secundaria y un jardín de infantes.

## Población
Cuenta con 614 habitantes (Indec, 2022), lo que representa un incremento del 17,4% frente a los 523 habitantes (Indec, 2010) del censo anterior.
| Gráfica de evolución demográfica de San Francisco de Bellocq entre 1980 y 2022 |
|                                                                                |
| Fuente: Censos nacionales del INDEC                                            |

## Toponimia
Su nombre fue designado por la empresa Ferrocarril del Sud en conmemoración a la familia Bellocq, poseedora del recinto San Francisco.

## Historia
Al ser habilitado el tramo entre Orense y Copetonas el 19 de agosto de 1929 se considera ésta como la fecha de fundación del pueblo, debido a que en este tramo se encuentran como estaciones intermedias San Francisco de Bellocq y Lin Calel.
Anteriormente a la habilitación del tramo ya existían familias y se había inaugurado la casa Echegoyen convirtiéndose más tarde en almacén de ramos generales. Dos establecimientos agropecuarios donaron terrenos respaldando la formación del pueblo; tal es el caso de la Estancia San Francisco, cuyos propietarios cedieron tierras al ferrocarril al igual que La Estancia Santo Domingo cuyos miembros efectuaron subdivisiones para edificios y servicios públicos.
El primer remate de lotes, quintas y chacras sucedió en marzo de 1930. Entre las primeras firmas comerciales que se asentaron podemos nombrar a Casa Chedrese y Carrera Hnos. que aún existen.

## Situación actual y evolución
El pueblo de San Francisco de Bellocq sufría la pérdida continua de población desde el cierre del Ramal Defferrari - Coronel Dorrego del Ferrocarril del Sud, dedicado básicamente al transporte de cereales. Su población, vinculada directamente a la producción agropecuaria, había llegado a tener aproximadamente 1000 habitantes a mediados de siglo XX. La crisis del campo provocó, en 1993, el cierre de la fuente mayor de trabajo del pueblo: la Cooperativa Agrícola “La Victoria”, que ocupaba a 40 empleados rurales. Instantáneamente 15 familias se fueron del pueblo, y la población fue bajando paulatinamente a 700 habitantes. Desde entonces hasta la fecha la población bajó a 523 habitantes.
En el año 2000 se presentó la posibilidad de instalar una cárcel de las diez que el entonces gobernador de la provincia de Buenos Aires, Carlos Ruckauf, planeaba radicar en la provincia, lo cual constituía una oportunidad de recuperación económica del pueblo. Sin embargo, el plebiscito que se realizó arrojó un 53,5% de votos por el No, contra un 46,5% por el Sí.
Actualmente, en el pueblo vive una gran mayoría de personas dedicadas a los servicios, una pequeña porción de desocupados y otra porción de empleados rurales vinculados a los campos de la zona y a la recolección de cereales que se realiza en los silos ubicados en el pueblo o en la Elevadora de Granos dependiente de la Cooperativa Agraria de Tres Arroyos. La oficina postal cerró excepto para despachos simples, y la estación de servicio y el banco (Credicoop) que se encontraban en el pueblo también se retiraron.
Según un censo industrial llevado a cabo en el año 1999 por la Municipalidad de Tres Arroyos, Bellocq contaba con 2 panaderías (4 ocupados), una fábrica de chacinados (1 ocupado) y una fábrica de soda (2 ocupados).